# Об'єднання Болгарії

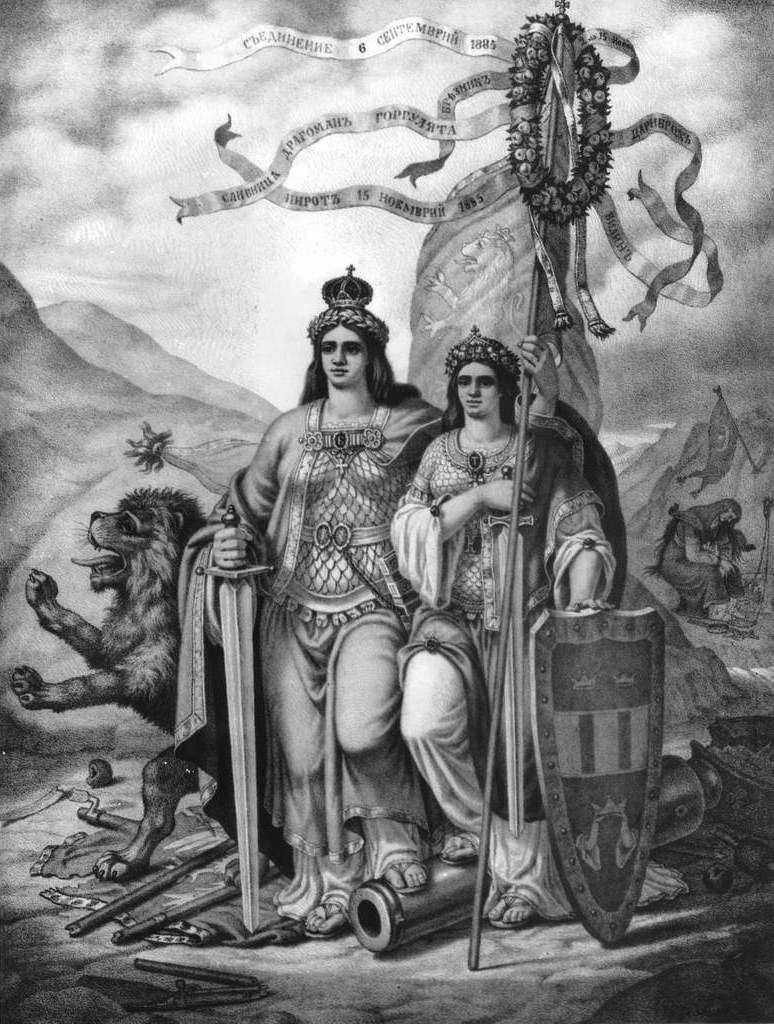
Об'єднана Болгарія. Літографія Миколи Павловича

Об'є́днання Болга́рії — акт об'єднання Болгарського князівства зі Східною Румелією. Об'єднання відбулось після безлічі бунтів у різних містах Східної Румелії та всенародної підтримки болгарського суспільства 6 (18) вересня 1885 року, після урочистої промови князя Олександра Баттенберга у старій столиці Болгарії місті Велико-Тирново.
Об'єднання спричинило сербсько-болгарську війну та спровокувало Болгарську кризу 1885–1887 років.

## Передісторія
Квітневе повстання викликало великий резонанс у країнах Європи й насамперед в етнічно близькій болгарам Росії. Російська громадськість чинила значний тиск на царський уряд, вимагаючи акційного втручання в балканські справи. Проте, відчуваючи підтримку Великої Британії, Туреччина не прийняла рекомендацій європейських послів, котрі 11 (23) грудня 1876 року на Константинопольській конференції виступили за надання автономії Болгарії.
Відмова турецького уряду дала Росії зручний привід для розгортання воєнних дій. 15 червня 1877 року російська армія розпочала вторгнення в Болгарію, разом з росіянами прийшло й болгарське ополчення — 7444 чоловіки (всі унтер-офіцерські та офіцерські посади в цьому ополченні обіймали росіяни). В Болгарії було створене російське цивільне управління на чолі з князем Володимиром Черкаським. Країна була поділена на 8 губерній (в межах старих турецьких санджаків) та 56 округів. На чолі цих губерній та округів були поставлені росіяни, в заступники їм призначали місцевих болгар. Попри все зберігалася турецька податкова система, був лише скасований ненависний бедель — податок на чоловіків-християн за звільнення від військової повинності. Також було ліквідовано традиційну турецьку систему відкупу збору податків приватними особами.
27 грудня 1877 року переможена Туреччина звернулася до Росії за умовами миру. Однак різкі протести Великої Британії, що погрожувала Росії війною, примусили російське командування відмовитися від захоплення турецької столиці. 31 січня 1878 року Османська імперія підписала перемир'я, а 19 лютого (3 березня) 1878 року у захопленому російською армією містечку Сан-Стефано, за 13 км від Стамбула, сторони уклали мирний договір.
За Сан-Стефанським договором Болгарія відновлювала власну державність і проголошувалася автономним князівством — васалом Туреччини. До складу Болгарського князівства (загальною площею 160 тис. км²) повинні були увійти Мезія, Південна Добруджа, більша частина Македонії та Егейської Фракії, тобто фактично всі ті єпархії, крім Нішської і більшої частини Доростоло-Червенської (Русенської), на які з 1870 року претендував Болгарський екзархат. Австро-Угорщина та Велика Британія, побоюючись розповсюдження впливу Росії на Балканах, скликали за посередництва Німеччини Берлінський конгрес, на якому було переглянуто умови Сан-Стефанського договору. 1 (13) липня 1878 року було прийнято Берлінський трактат, який поділив територію Болгарії по Балканському хребту.
Договір, підписаний Австро-Угорщиною, Великою Британією, Німеччиною, Італією, Росією, Туреччиною та Францією, обмежив кордони Болгарського князівства площею 62776 км² Дунаєм, Балканськими горами та Софійським санджаком. Його васальна залежність від Османської імперії виражалася у виплаті данини султану і відсутності права вести самостійну зовнішню політику. Території на південь від Балканських гір площею 35901 км², між Родопами та Чорним морем, утворили автономну провінцію Східна Румелія у складі Османської імперії. Егейська Фракія і Македонія поверталися Туреччині із зобов'язанням запровадити в кожній із провінцій Органічний статут. На період створення болгарської адміністрації і розробки конституції встановлювалось «російське цивільне управління» на чолі з князем Олександром Дондуковим-Корсаковим.

## Соціально-економічний та політичний розвиток Болгарії (1879—1885)
Російсько-турецька війна, в ході якої селяни захоплювали землі османських феодалів і землі османського державного фонду і явочним шляхом ліквідовували різні форми феодальної залежності, прискорила процес знищення турецького феодального землеволодіння, зігравши тим самим роль буржуазно-демократичної революції. В ході війни та в перші роки після неї, коли в Болгарії діяла російська адміністрація (тимчасове російське керівництво для Болгарії), були закладені основи самостійної болгарської національної держави (організація з допомогою російських фахівців цивільної адміністрації, створення збройних сил і т.д.). Зміни в соціально-економічному устрої болгарського суспільства знайшли відображення в Тирновській конституції 1879 року, однієї з найдемократичніших для того часу. Конституція передбачала загальне виборче право для чоловіків, які досягли 21 року, однопалатний парламент, самоврядування общин, обмежувала владу князя. Тирновська конституція закріплювала звільнення Болгарії від гніту феодальної Туреччини, створювала умови для розвитку країни капіталістичним шляхом.
У 1880-х роках низкою законодавчих актів, що встановлювали викуп, був закріплений перехід земель турецьких феодалів в руки болгарських селян. Внаслідок аграрного перевороту болгарське селянство перетворилося на клас дрібних землевласників, вільних від феодальних пут. Значні зміни відбулися після звільнення Болгарії і в містах. Зникла цехова система організації ремесла, ремісники звільнилися від середньовічних обмежень виробництва. Разом з тим нові умови вільної конкуренції і скорочення ринку (внаслідок відокремлення Болгарії від Османської імперії і встановлення митних кордонів між князівством і Східною Румелією) призводили до занепаду ремесла. Розорені ремісники ставали резервом робочої сили у капіталістичній промисловості. Розвивалися переважно галузі легкої промисловості (текстильна, шкіряна, керамічна, харчова та ін.). На темпах її зростання позначалася відсутність у болгарської буржуазії капіталів, необхідних для організації великих промислових підприємств, а також іноземна конкуренція, сприятливі умови для якої створювали угоди з західноєвропейськими країнами, успадковані Болгарією від Туреччини. До кінця XIX ст. розвиток промисловості в Болгарії помітно прискорився. Однак Болгарія залишалася відсталою аграрною країною з переважанням дрібного виробництва: у великій промисловості було зайнято менше 10% робітників.
Перший князь Болгарії німецький принц Олександр Баттенберг орієнтувався у зовнішній політиці на Австро-Угорщину та Німеччину, а всередині країни спирався на партію консерваторів, яка виражала інтереси великої торгово-лихварської буржуазії. Князь повів боротьбу з ліберальною партією дрібної та середньої буржуазії, яка користувалася широкою підтримкою в Болгарії. 27 квітня 1881 року Баттенберг здійснив державний переворот, скасував конституцію і встановив «режим надзвичайних повноважень».
1 липня 1881 року Другі Великі народні збори, скликані в придунайському місті Свиштові, затвердили «режим повноважень». У відповідь імператор Олександр III наказав російським спеціалістам залишити Болгарію. Однак князь не наважився здійснити зворотній переворот, який призвів до краху російської політики в Болгарії.
Спершу заходи Олександра III здавалися ефективними. 5 липня 1882 року Леонід Соболєв став прем'єр-міністром Болгарії, а у вересні 1883 року була відновлена Тирновська конституція. Проте вже 5 грудня 1883 року Народні збори підтримали князівські законопроєкти про зміну Конституції: про запровадження цензури, про обмеження виборчого права, про створення двопалатного парламенту з призначенням верхньої палати, про двоступеневі вибори до нижньої палати. 
«Режим повноважень» призвів до розколу лібералів, внаслідок якого утворилися дві партії: Драґана Цанкова, до якої увійшли також помірні консерватори, і Петко Каравелова. Ідеології як такої не було, а їх програмні вимоги майже не відрізнялися, виражаючи часткові інтереси окремих політичних груп. Лідери партій розходилися виключно у своєму відношенні до Російської імперії: якщо Цанков вважав за необхідне завжди і всюди прямувати за Росією, то Каравелов виступав за більш самостійну політику. На чергових парламентських виборах у 1884 році перемогу здобули прибічники Каравелова.
Сформований 11 липня 1884 року уряд, який очолив Петко Каравелов, намагався продовжити політику лібералів 1880—1881 років, перш за все у відношенні дрібних землевласників. Він вжив заходів для впорядкування системи оподаткування, оголосив залізниці державною власністю, а Болгарський національний банк — державною кредитною установою. Тим не менш платники податків залишались незадоволеними. Відсутність прогресу у взаємовідносинах Болгарії з Росією у зв'язку з відмовою Каравелова відсторонити Олександра Баттенберга від влади лише ускладнював наявні проблеми.  
Для відновлення особистої популярності Баттенберг розпочав активну діяльність, спрямовану на приєднання Східної Румелії до Болгарського князівства. У лютому 1885 року у Пловдиві виник Таємний комітет, перейменований у квітні того ж року на Болгарський таємний центральний революційний комітет (БТЦРК). Його очолив Захарій Стоянов, який став відомим завдяки «Запискам про болгарські повстання», які пропагували, особливо серед молоді, настрої революційного романтизму. БТЦРК спирався у своїй діяльності головним чином на службовців та студентів. У серпні 1885 року було обрано нове керівництво організації, яке висунуло завдання об'єднання Східної Румелії з Болгарією під скіпетром Олександра Баттенберга і розробило конкретний план її організації.    
Тим часом агітація на користь об'єднання наростала як у Східній Румелії, так і у князівстві. Всюди створювались комітети і збиралася зброя. На початку вересня повстали мешканці ряду міст та сіл Пловдивського округу. В ніч на 6 (18) вересня 1885 року у Пловдиві озброєне населення за підтримки міліції скинуло уряд області і проголосило об'єднання обох частин Болгарії «під скіпетром» князя. Того ж дня Баттенберг видав маніфест про об'єднання, прийняв титул князя єдиної Болгарії і ввів до Східної Румелії війська. Возз'єднання болгарських земель викликало в суспільстві патріотичне піднесення і сприяло зростанню популярності Баттенберга. 

## Міжнародні наслідки
Об'єднання Болгарії було формальним порушенням Берлінського трактату. Російська дипломатія виступала за зміцнення зв'язків області з князіством. Однак проавстрійська лінія князя підштовхнула царську владу на акції, що суперечили їх колишній політиці: через небажання підтримувати Баттенберга уряд Петербурга не побачив об'єктивного значення об'єднання. В той же час російська дипломатія порадила турецькому султану утриматись від вторгнення до Східної Румелії. Царський уряд відкликав російських офіцерів з Болгарії і запропонував обговорити питання на Константинопольській конференції послів великих держав. 
Британські дипломати раніше систематично відстоювали цілісність Османської імперії і проявляли ворожість ідеї возз'єднання. Однак погіршення відносин між царським двором і Баттенбергом підштовхнуло Форин-офіс на підтримку об'єднавчої акції князя. В Лондоні розраховували таким чином викликати відчуження Болгарії від Росії і послабити позиції Петербурга на Балканах. Німеччина та Австро-Угорщина підтримали султанський уряд і виступили проти ревізії Берлінського трактату.
Між тим 2 листопада 1885 року сербський король Милан Обренович, який встановив в Сербії реакційний режим і проводив проавстрійську політику, перетнув болгарський кордон, заявивши, що возз'єднання порушує рівновагу на Балканах. Однак болгарська армія, добре вишколена російськими інструкторами, не лише дала відсіч агресорові, але й успішно перейшла на сербську територію. 9 (21) грудня 1885 року було укладено перемир'я, а 19 лютого (3 березня) 1886 року під тиском Росії та Великої Британії Османська імперія погодилась на возз'єднання Болгарії (і відповідно на відмову від Східної Румелії).   
Об'єднання Болгарії мало велике прогресивне значення. Між князівством та областю були знищені митні бар'єри. Відновлення економічної та політичної єдності Північної та Південної Болгарії і створення єдиної держави сприяли національній консолідації, зміцненню політичної самостійності країни, надали виключно доброчинний вплив на подальший розвиток виробничих сил та культуру Болгарії.